# Kiliansgatan
Kiliansgatan är en gata i Lund, som går i en båge mellan Krafts torg/Sandgatan vid Lunds domkyrkas absid och Mårtenstorget. Den passerar Magle Stora Kyrkogata, Skomakargatan och Magle Lilla Kyrkogata. 
Den norra delen av Kiliansgatan kallades tidigare Lilla Kungsgatan, vilken fortsatte västerut från Krafts torg i dåvarande Stora Kungsgatan, numera Kungsgatan, fram till Stortorget.
Utmed gatan finns två byggnadsminnen: Kanikresidenset med Folkets hus och Lunds stadsteater, samt Bruniushuset från 1840. Vid gatan finns också Lunds Ungdoms- och Hemgård och Lunds Dans- och Musikalgymnasium.
Mellan 1221 och reformationen på 1500-talet, låg Svartbrödraklostret, med en kyrka, längs Kiliansgatan. Klostret, som var det första dominikanerklostret i Danmark, var byggt helt i tegel. Det revs tidigt efter reformationen.
Det har funnits bebyggelse i kvarteret Svartbröder, som omges av Kungsgatan, Kiliansgatan och Skomakargatan, sedan tidigt 1000-tal. Kvarterets nuvarande form antas vara den ursprungliga och de omgivande gatorna har sannolikt funnits där i någon form sedan tidig medeltid. Kiliansgatans sträckning, samma som nuvarande, men utan namn, finns dokumenterad i Johannes Meijers karta över Lund från 1600-talet

## Fastigheter vid Kiliansgatan i urval
- Kiliansgatan 3 – Domkapitelhuset, vars huvudingång ligger på Krafts torg 12b. Den ritades av Theodor Wåhlin och uppfördes 1928.
- Kiliansgatan 5 – Ungefärlig plats för Dominikanerklostret i Lund
- Kiliansgatan 7 – Theodor Wåhlins bostadshus, ursprungligen uppfört 1860, och ombyggt 1910. Huset har lokaler för domkyrkoförsamlingen.
- Kiliansgatan 9 – Wieselgrens minne byggdes 1909 som föreningslokal för nykterhetsrörelsen. Huset har bland annat använts som prästseminarium och är idag lokaler för Folkets hus.
- Kiliansgatan 11 – uppförd omkring 1775 och idag använd som allaktivitetshus under namnet Lunds Ungdoms- och hemgård. Det mindre huset i hörnet Kiliansgaan/Magle Stora Kyrkogatan var ursprungligen ett omkring 1775 byggt uthus, senare renoverat 1960 till konsthantverksbutiken Kiliansgården.
- Skomakargatan 12/Kiliansgatan – hus där fackföreningarnas gemensamma sjukkassa Solid fanns under en period. Det inrymmer idag Drottning Blankas gymnasium.
- Kiliansgatan 12 – På fastigheten finns ett gårdshus, som uppfördes 1904 som ateljé för Sven Walberg av dennes mor Clara Walberg. Ateljéhuset[3] användes senare av Holger Charpentier, Barbro Bäckström och Severin Schlyter samt slutligen av Carl Magnus fram till 2014.
- Kiliansgatan 13 – Kanikresidenset, som inrymmer bland annat Lunds Folkets hus och Lunds stadsteater
- Kiliansgatan 17 – Bruniushuset
- Kiliansgatan/Maglie Stora kyrkogata – Lunds Ungdoms- och Hemgård

## Bildgalleri

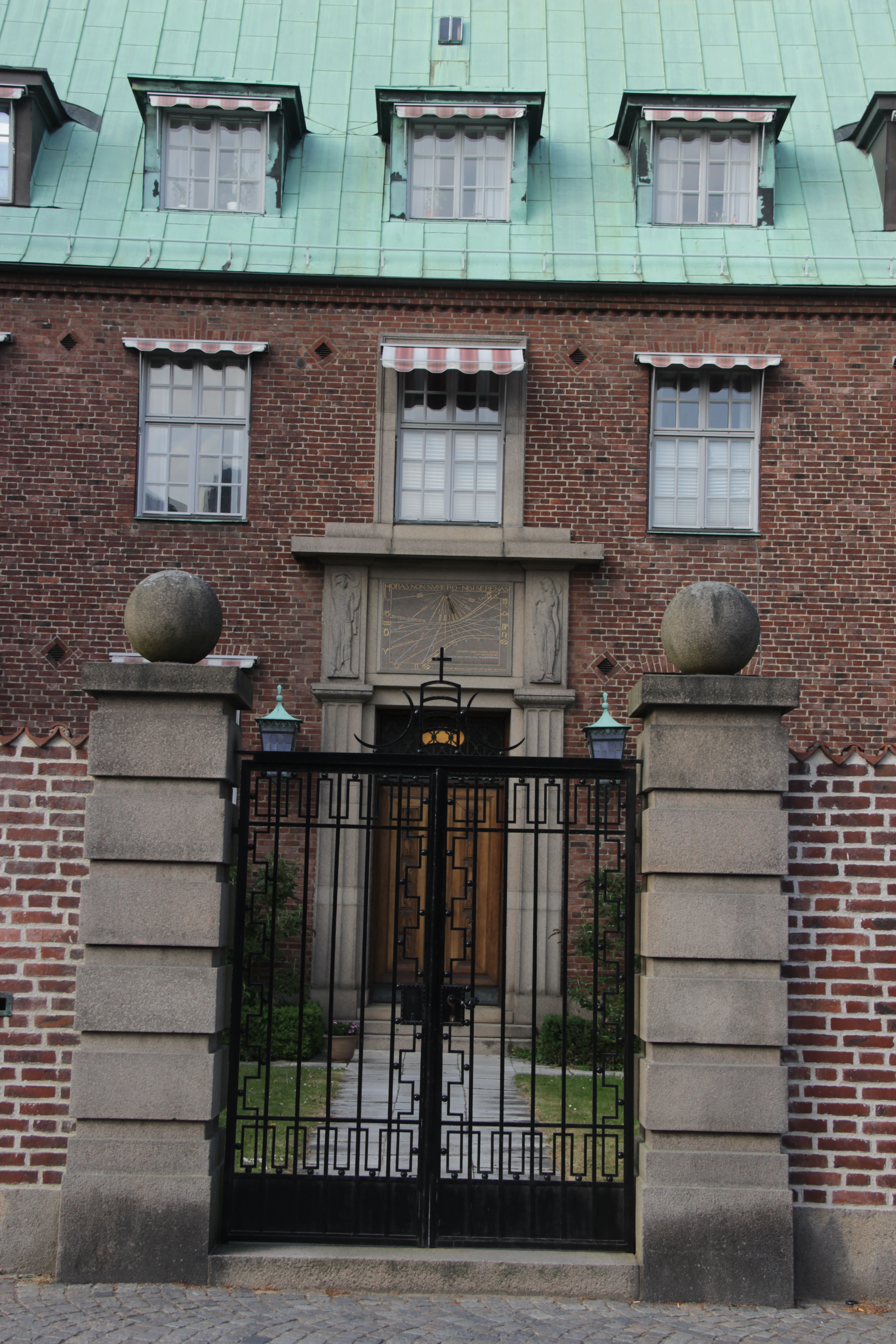
Solur på Domkapitelhuset, Kiliansgatan 3, från 1931
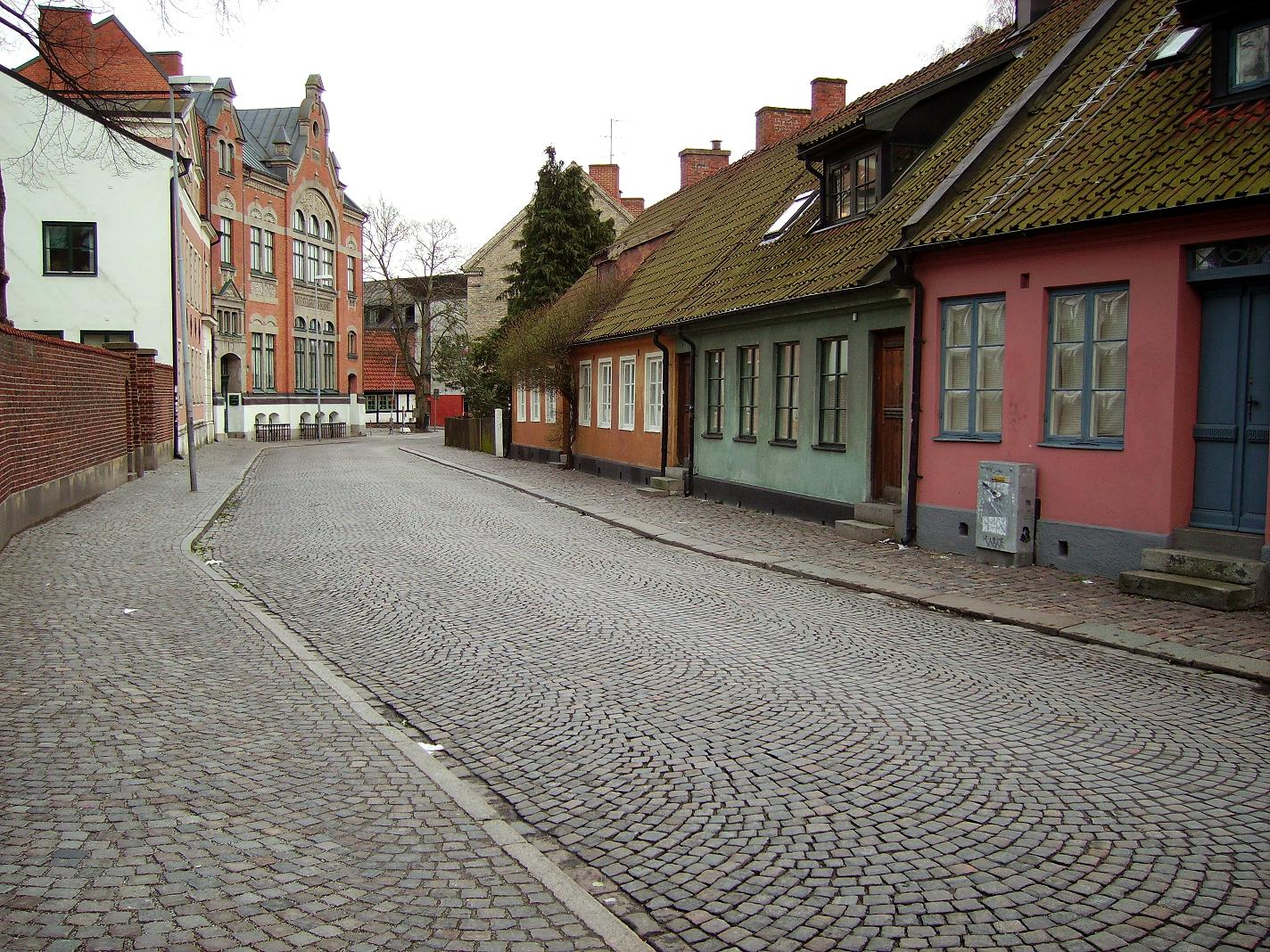
Kiliansgatan 7 och 9 till vänster, 2, 4 och 6 till höger
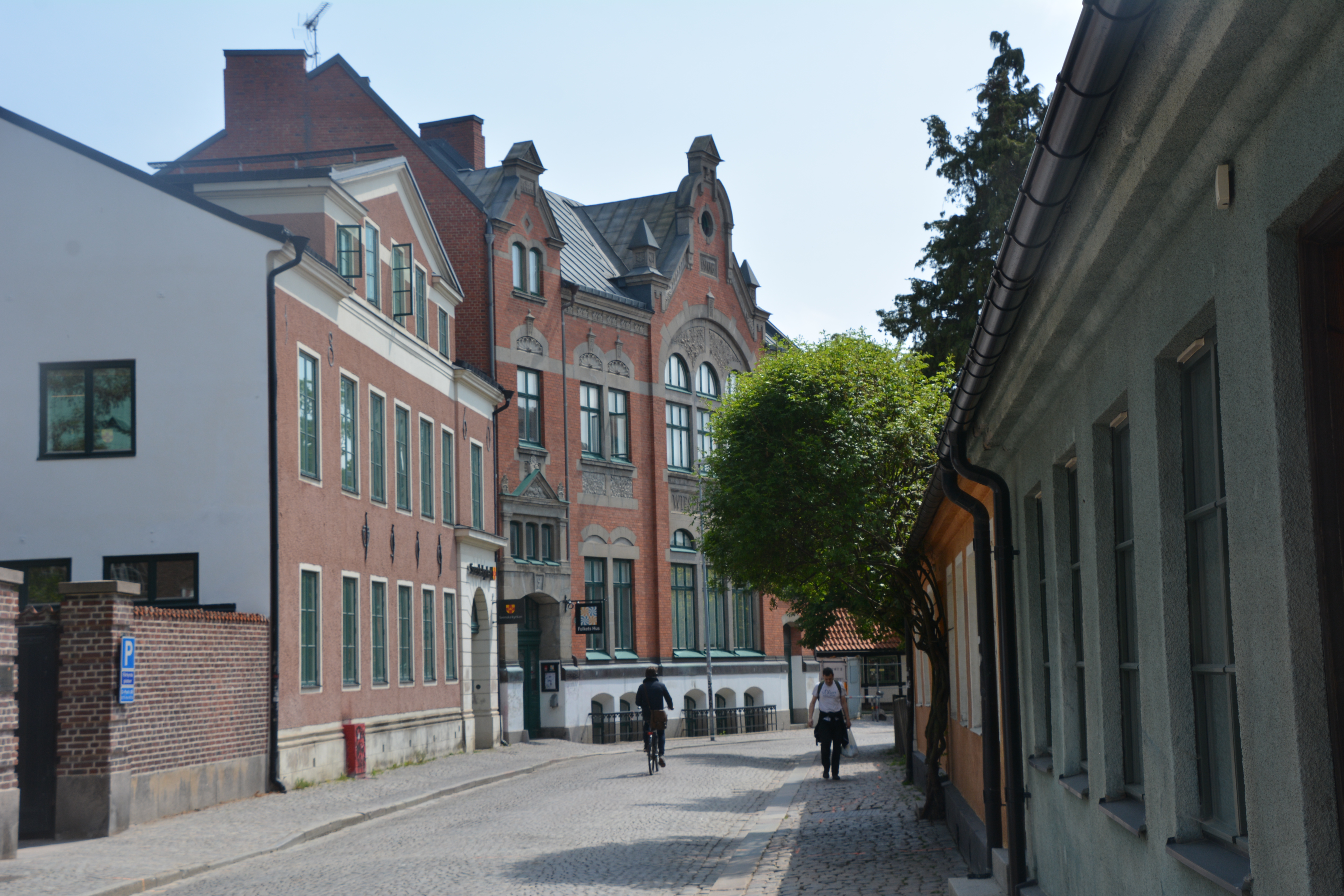
Kiliansgatan 7 och 9 (Wieselgrens minne)
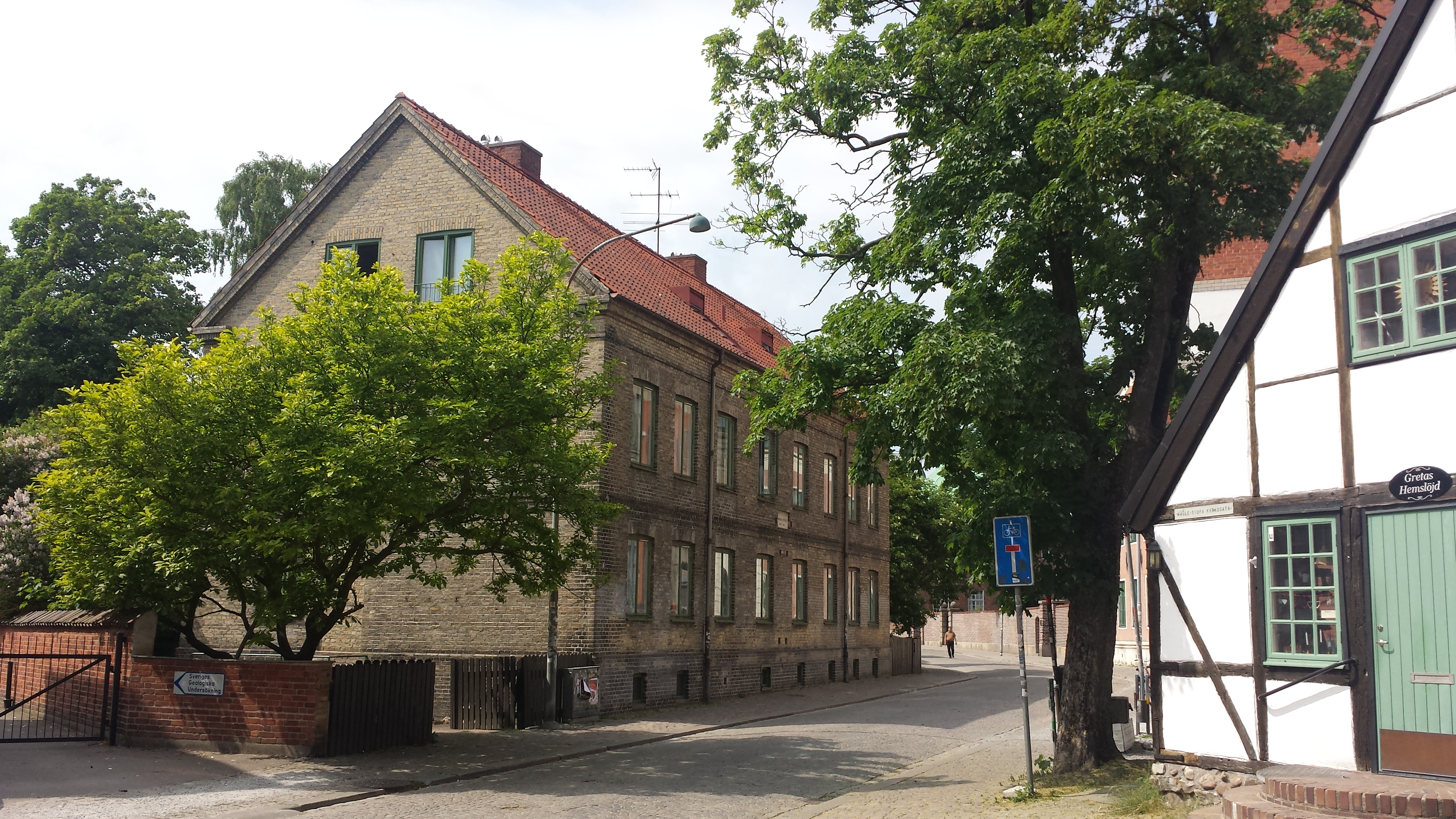
Kiliansgatan 8, med Kiliansgården till höger
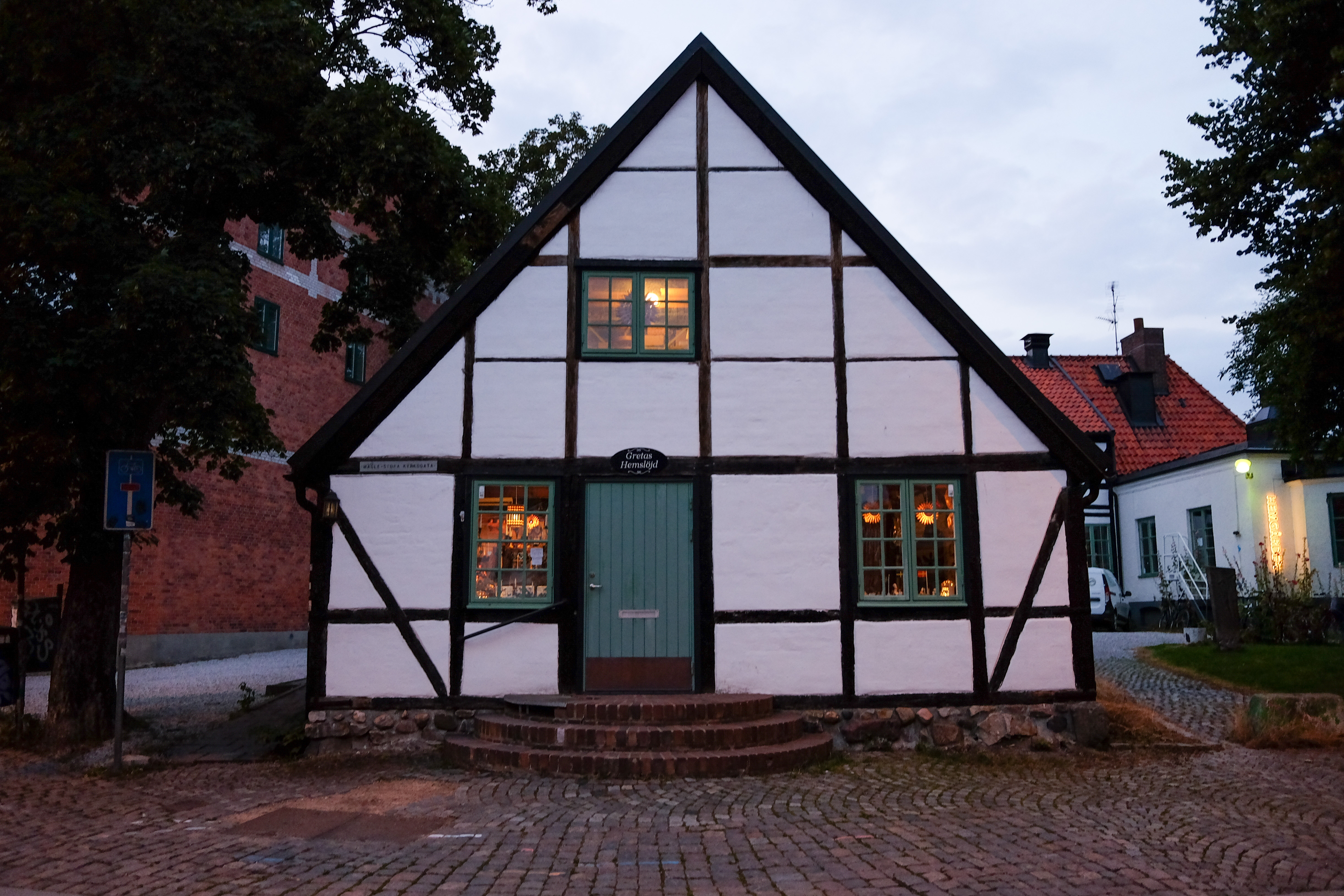
Kiliansgården i hörnet till Magle Stora kyrkogata
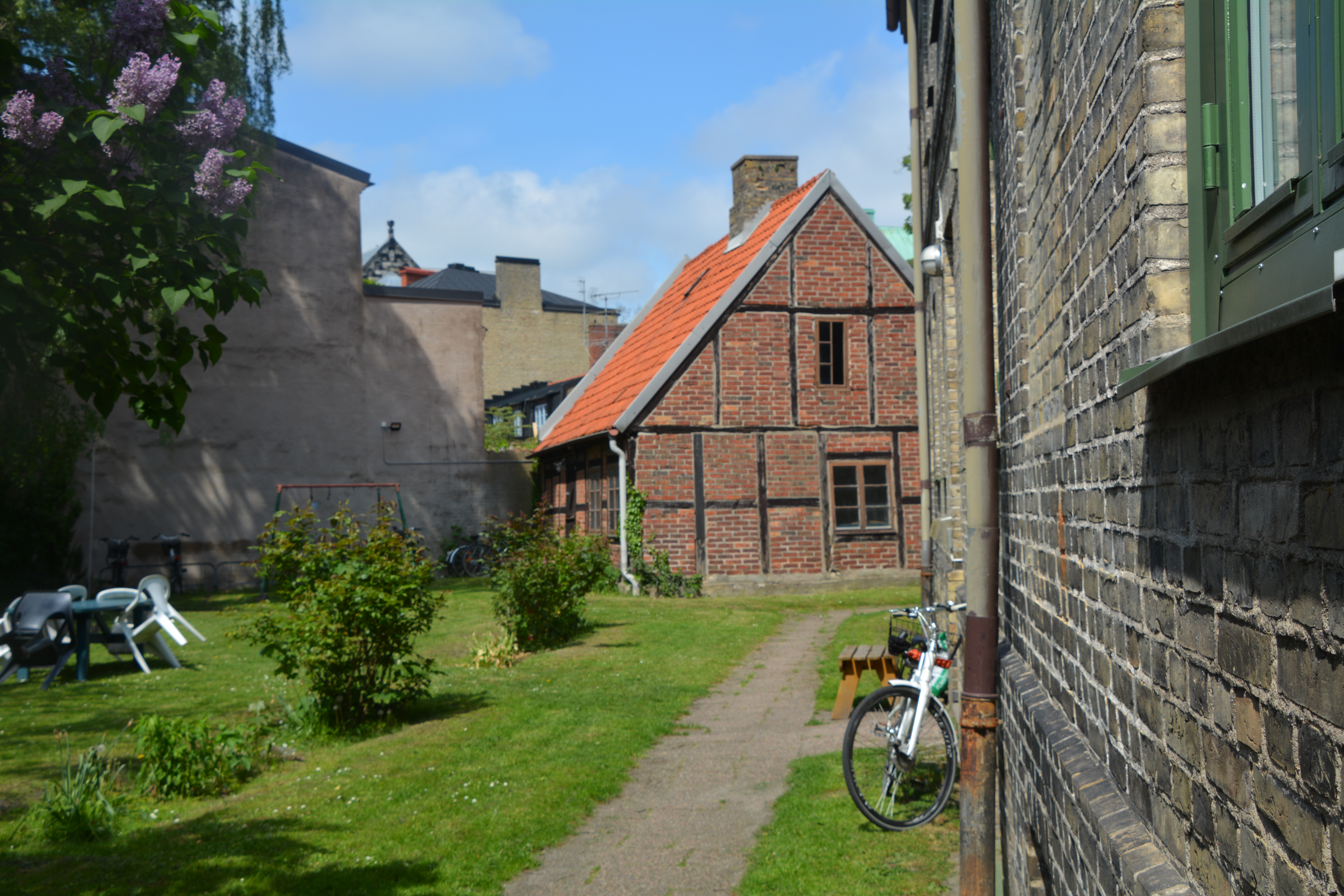
Trädgården till Kiliansgatan 8, med taket till Lunds domkyrkas östra gavel i fonden
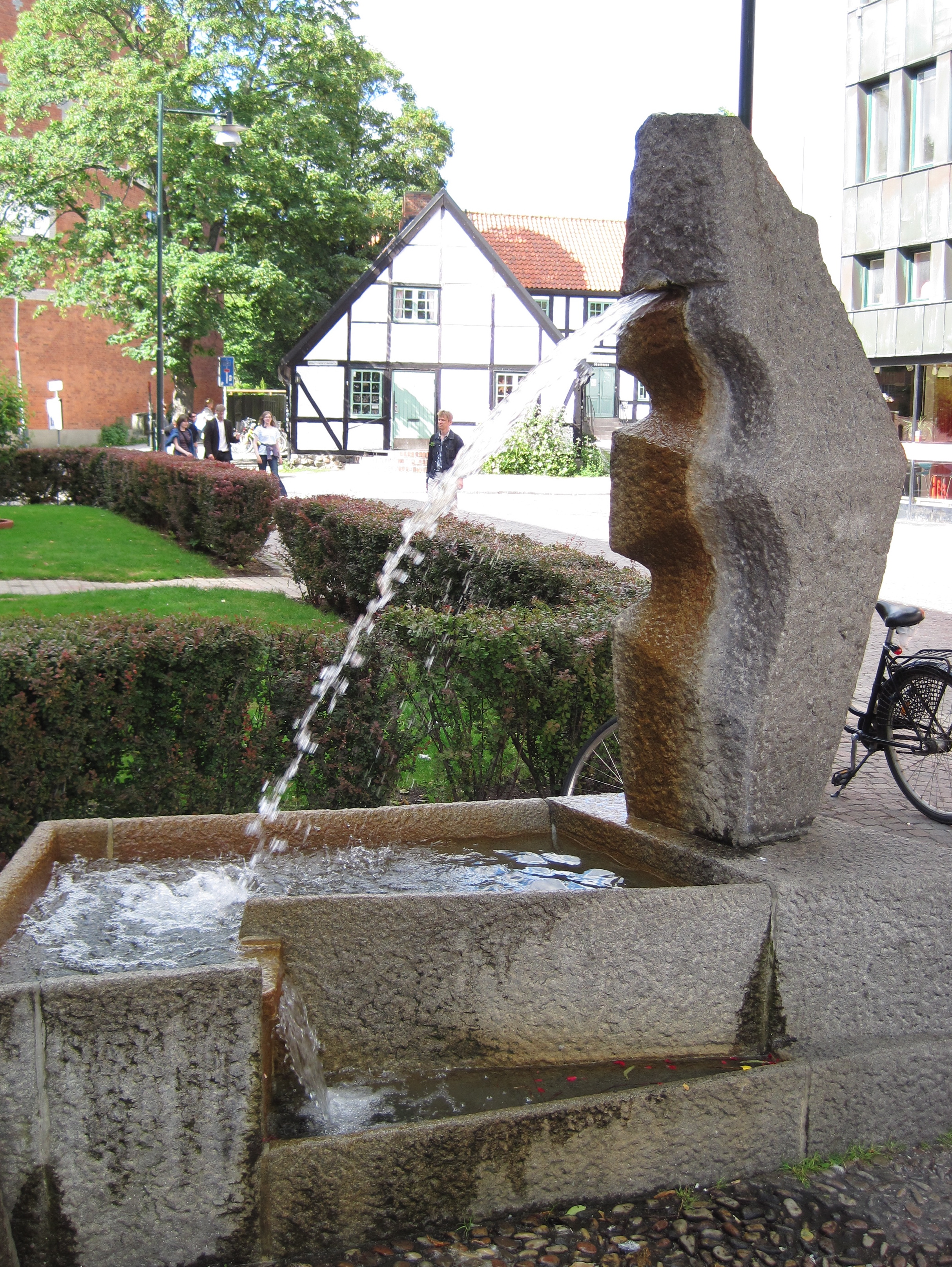
Fossil komposition (Hillfontänen) av Arne Jones, 1955, vid hörnet Kiliansgatan/Skomakargatan
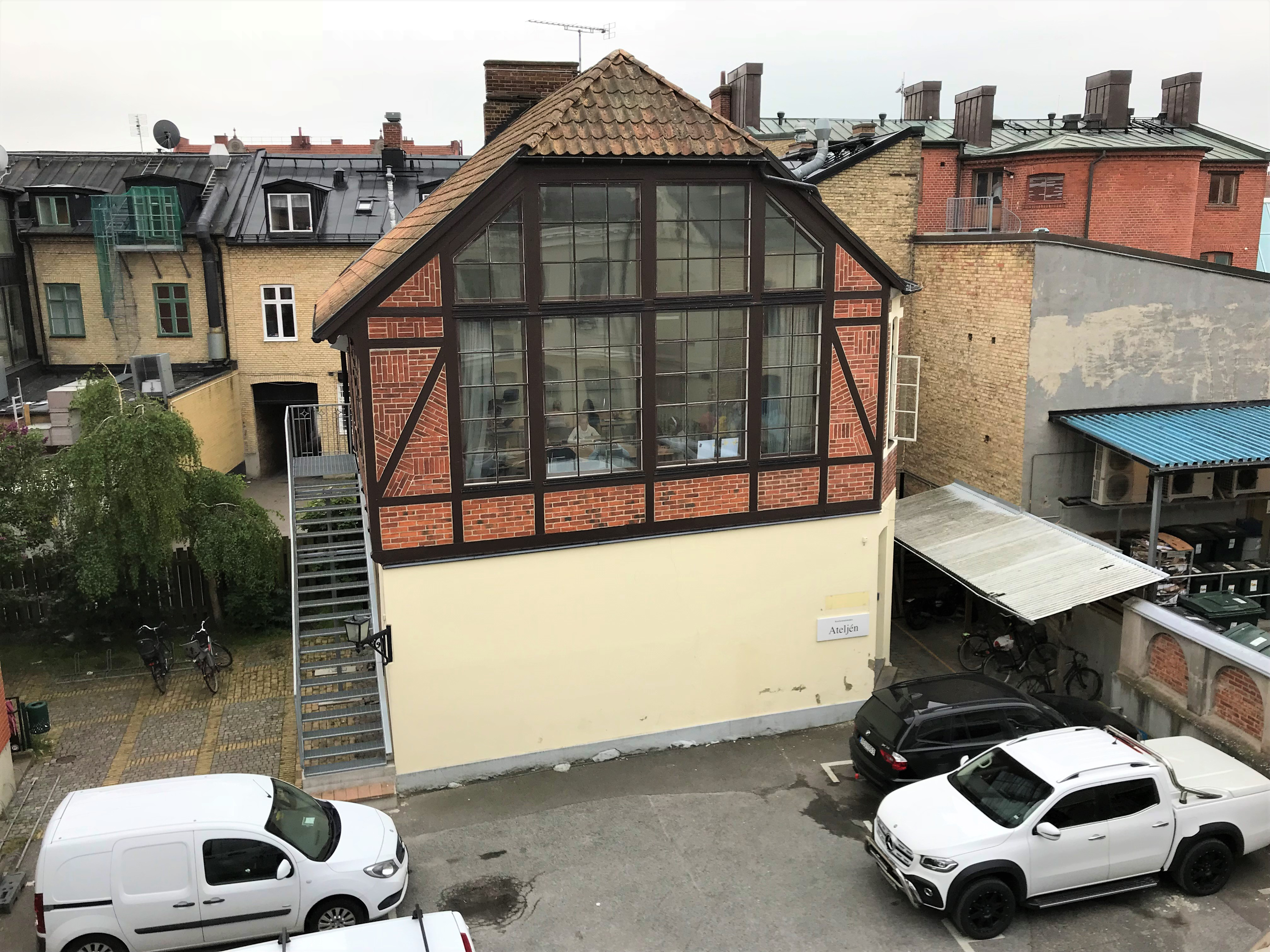
Kiliansgatan 12, ateljéhuset från 1904 på innergården
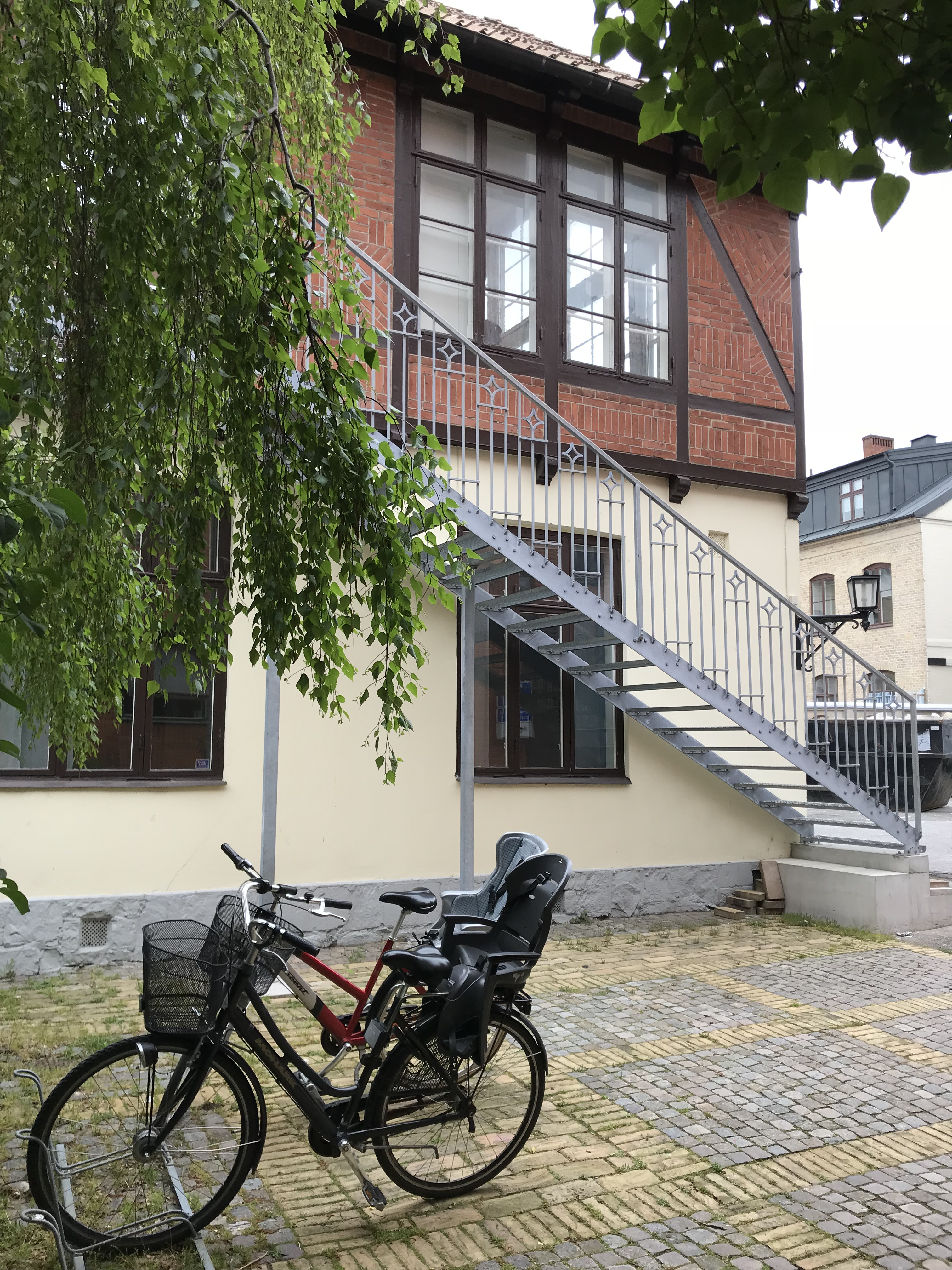
Kiliansgatan 12, ateljéhuset från 1904, med en senare byggd trappa och dörr direkt till övervåningen
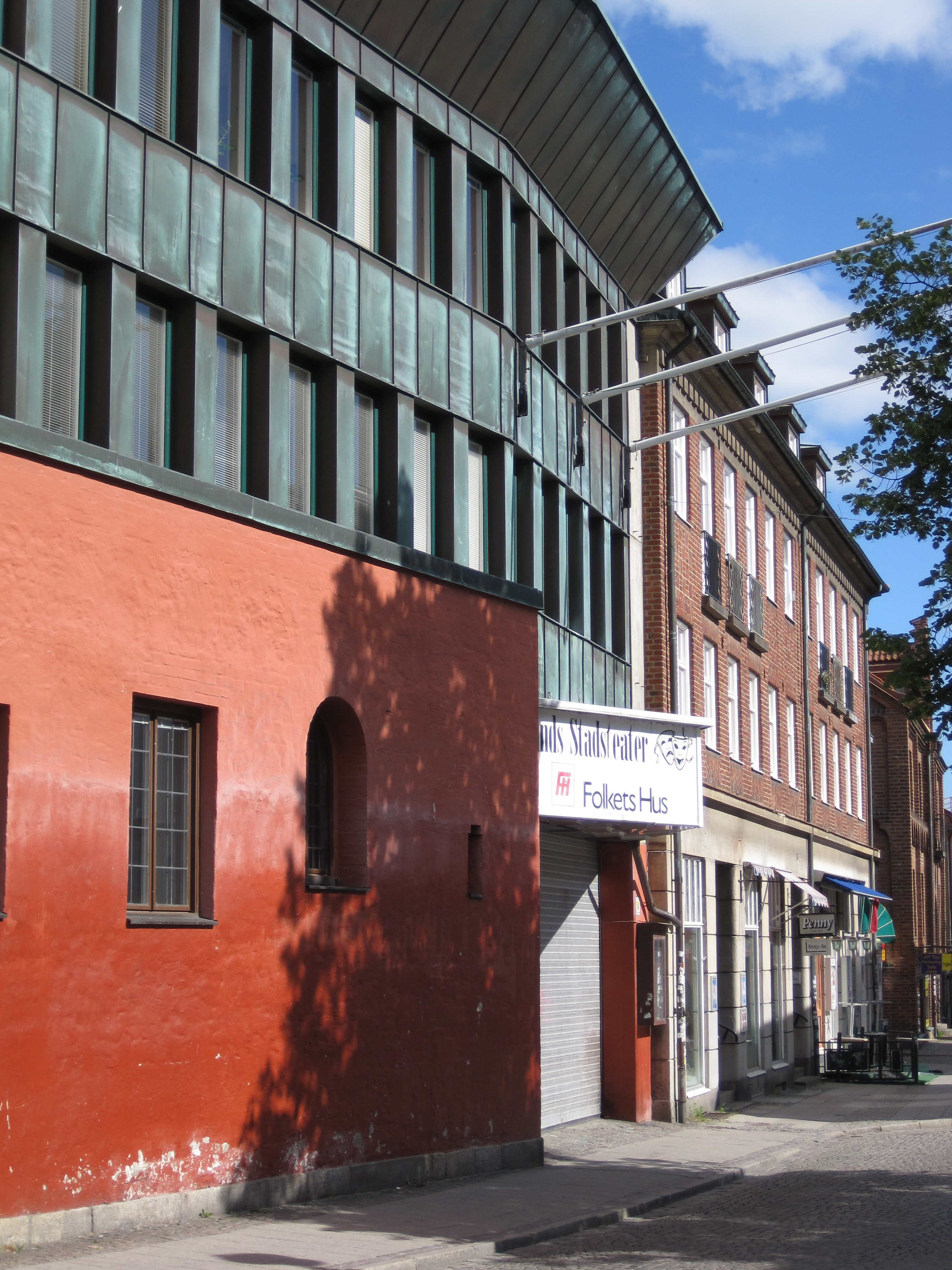
Kanikresidenset, Kiliansgatan 13
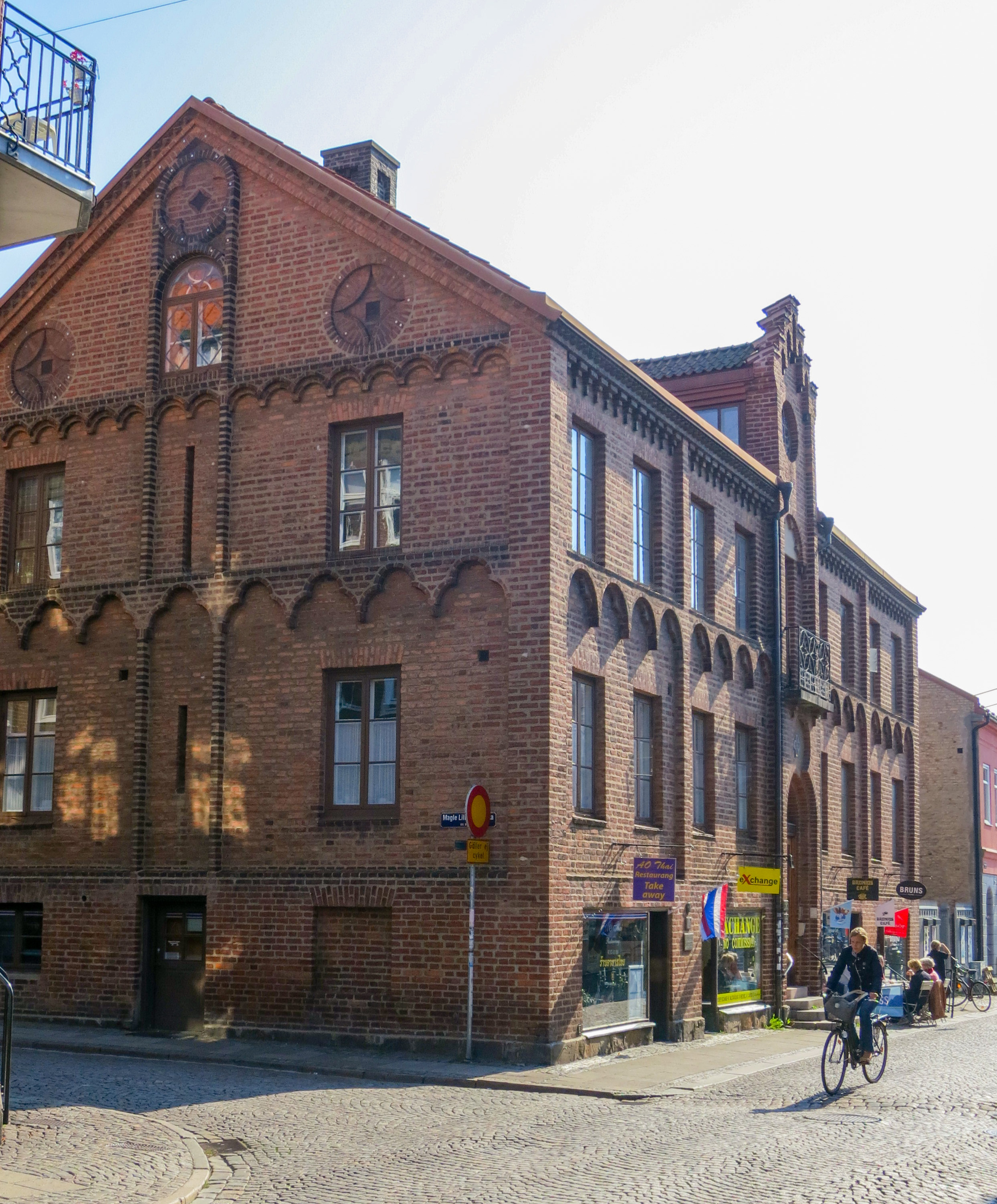
Bruniushuset, Kiliansgatan 17
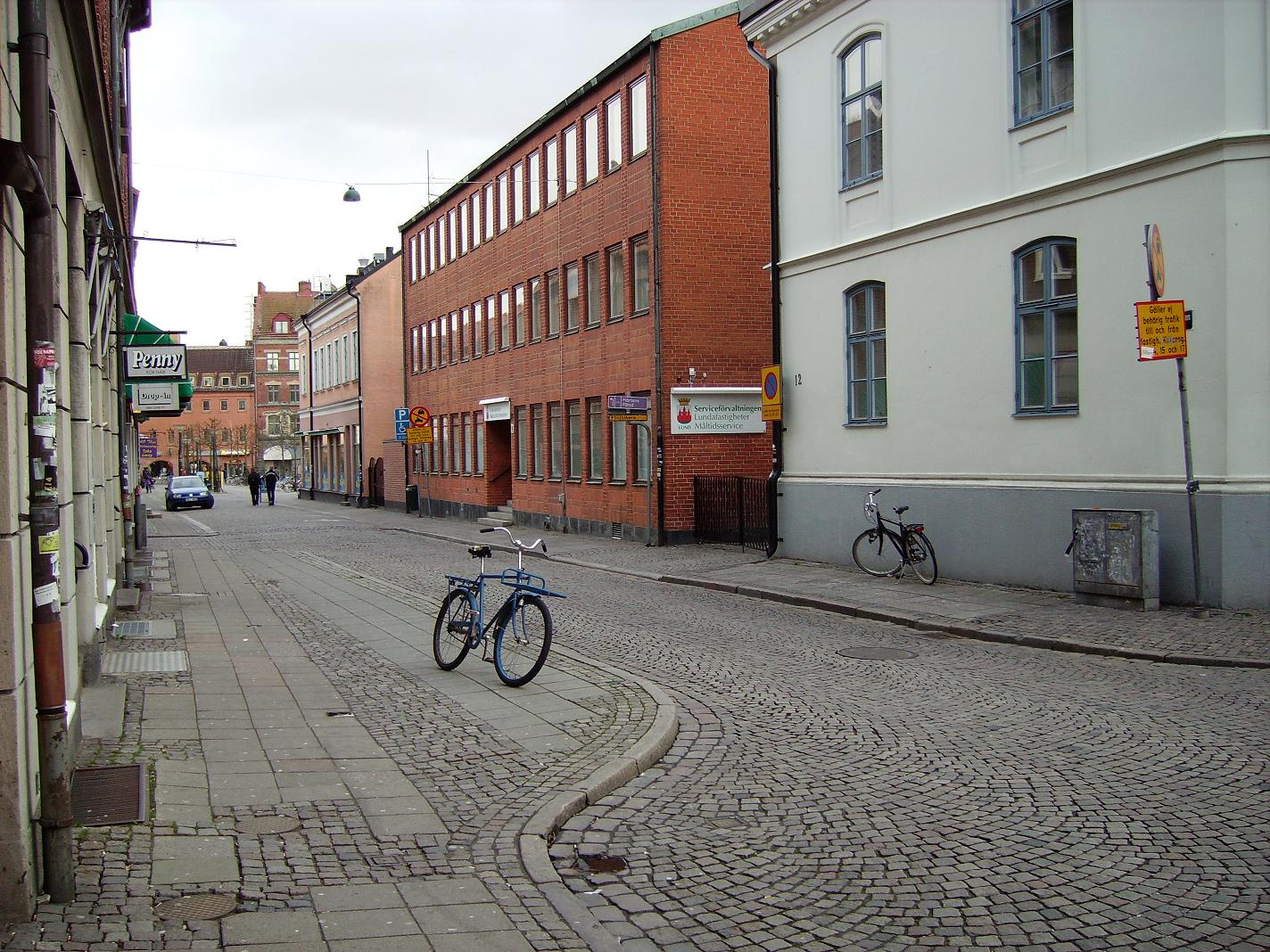
Skomakaregatan 12 samt Kiliansgatan 12 och 14